# Station East Farleigh
East Farleigh is een spoorwegstation van National Rail in East Farleigh, Maidstone in Engeland. Het station is eigendom van Network Rail en wordt beheerd door Southeastern. Het station is geopend in 1844.